# Ancistrocerus catskill
Ancistrocerus catskill  (лат.) — вид одиночных ос из семейства Vespidae.

## Распространение
Встречаются в Северной Америке

## Описание
Длина переднего крыла самок 7,5—10,0 мм, а у самцов — 5,5—7,5 мм. Окраска тела в основном чёрная с жёлтыми отметинами. Гнёзда строят в полостях древесины и в ветках и в покинутых земляных норках пчёл; на камнях. Для кормления своих личинок добывают в качестве провизии гусениц бабочек из семейств Oecophoridae, Pterophoridae, Pyralidae, Tortricidae и Gelechiidae.